# Rubus vulcanicola
Rubus vulcanicola là loài thực vật có hoa trong họ Hoa hồng. Loài này được (Donn. Sm.) Rydb. miêu tả khoa học đầu tiên năm 1913.